# Olga Cossettini
Olga Cossettini (San Jorge, Província de Santa Fe, Argentina, 18 d'agost de 1898 - Rosario, 23 de maig de 1987) fou una mestra i pedagoga argentina. Fou filla d'Alpina Bodello i Antonio Cossettini.
Dedicà la seua vida, juntament amb la seua germana Leticia Cossettini a transformar l'escola tradicional, la qual recorria al càstig com recurs pedagògic i era aliena a la realitat social.

## Biografia
Olga es feu mestra en Coronda en l'any 1914.
Fou en 1930, sent regent, que, al costat d'Amanda Arias, la Directora de l'Escola Normal “Diumenge d'Or”, la seua germana Leticia i tot el cos docent, inicia l'aplicació dels centres d'interès i de l'Escola Serena.

## Aportacions a la pedagogia

### L'experiència
L'experiència, fou anomenada Escola Serena o Escola Activa, nom utilitzat en l'actualitat.
Es va portar a terme en l'Escola Normal “Diumenge d'Or”, situada en la ciutat de Rafaela, Província de Santa Fe.

### Bases de l'experiència
L'obra de les germanes Cossettini, estigué basada en les teories i aportes de: 
- Giuseppe Lombardo-Radice (1879 - 1938)
- Giovanni Gentile (1875 - 1944)
- María Montessori (1870 - 1952)
- John Dewey (1859 - 1852)

Aquests impulsaren una educació basada en els xiquets i xiquetes, convertint-los en protagonistes de l'aprenentatge i no només els destinataris.
Les diferències principals amb l'escola tradicional poden resumir-se en aquests punts:
- Gran respecte per la personalitat infantil.

No només cal un sentiment d'amor al xiquet, sinó també un detingut estudi biològic i psicològic de la seua individualitat.
- Eliminació de les fronteres entre l'escola i la comunitat.

Es va col·locar a l'educació com un fet social que ha de tenir lloc en l'entramat vivencial dels homes.
- Rebuig de tota forma de discriminació.

Igualtat en la consideració a xiquets de les més diverses procedències i als col·legues, ratifica l'acceptació de la pluralitat social, econòmica i política com substrat republicà.
- Convivència del mestre amb la comunitat vilatjana.

El domicili del mestre en la proximitat de l'escola afavoreix els resultats del quefer específic.

## Obres
- Escuela Serena, 1935.
- El niño y su expresión, 1940.
- Escuela viva, 1942.

## Altres treballs i activitats
- Secretaria de la Junta Executiva de la Comissió d'Homenatge a la Llei 1420.
- Col·legi Lliure d'Estudis Superiores 1951/54
- Inspectora Seccional d'Escoles en Santa Fe, 1955/57
- Universitat Nacional del Litoral 1955/64
- Directora General d'Escoles en Buenos Aires, 1958
- Universitat de Buenos Aires 1961/66